# Сурья Шивакумар
Сурья Шивакумар (англ. Suriya Sivakumar, более известный под мононимом Сурья; род. 23 июля 1975 года) — индийский актёр, продюсер и телеведущий, занятый в киноиндустрии на тамильском языке. В первые появился на экране в фильме Nerukku Ner 1997 года. Обладатель трех Tamil Nadu State Film Awards и трех Filmfare Awards South. Основатель и владелец продюсерского дома 2D Entertainment. Ведущий первого сезона телевизионной игры Neengalum Vellalam Oru Kodi, тамильской версии «Кто хочет стать миллионером?».

## Биография
Сурья, урождённый Сараванан, появился на свет в семье тамильского актёра Шивакумара и его жены Лакшми. Помимо него в семье было ещё двое детей: сын Картик, также ставший актёром, и дочь Бринда.
Будущий актёр посещал школу Падма Шешадри БалаБхаван,
Англо-Индийскую Старшую школу Святого Беде
и получил степень бакалавра коммерции в колледже Лойолы в Ченнаи.
В юности Сурья не хотел быть актёром, после получения степени он отклонил предложенную режиссёром Васантом роль в фильме Aasai (1995) и три года проработал в фирме по экспорту одежды. Однако решив открыть собственную компанию, он нуждался в стартовом капитале, но не хотел брать денег у отца. Поэтому согласился на новое предложение сняться в кино от Васанта, заменив в Nerrukku Ner (1997) Аджита Кумара, вышедшего из проекта после начала съёмок.
Сценический псевдоним «Сурья» был дан ему Мани Ратнамом, чтобы избежать путаницы с уже известным актёром по имени Сараванан.
Однако первые четыре года в киноиндустрии его преследовали неудачи и большая часть его фильмов провалилась. Прорывом в карьере стал его восьмой фильм — «Сын матери» (2001) режиссёра Балы. Съёмки заняли полтора года, за которые Сурья, по его словам, научился правильно вести себя перед камерой (несмотря на то, то он был сыном актёра, до вхождения в киноиндустрию у него не было никаких знаний об актёрской игре).
Роль бывшего заключенного, который очень привязан к своей матери, принесла ему первую кинопремию — Tamil Nadu State Film Award.
В 2003 году вышло два фильма с участием Сурьи, и оба имели успех. В «Криминальном отделе» Гаутама Менона он сыграл офицера полиции, а в «Сыне Бога» Балы — деревенского мошенника. Благодаря последнему из них он завоевал Filmfare Awards South за лучшую роль второго плана.
А первую премию Filmfare за главную роль принёс ему, вышедший в следующем году, фильм Саси Шанкара «Самый красивый», где он исполнил двойную роль: агрессивного студента колледжа и деревенского горбуна.
В это же время актёр снялся у Мани Ратнама в фильме «Молодость» вместе с Сиддхартом и Мадхаваном.
Вышедший в 2005 году психологический триллер «Превозмочь себя» АР Муругадоса, где Сурья исполнил роль человека с антероградной амнезией, занял третье место по кассовым сборам среди фильмов на тамильском языке на тот момент.
Другим большим хитом стал фильм «Близнецы» режиссёра Хари, в котором актёр сыграл двойную роль. Экранной партнёршей Сурьи в обоих фильмах была Асин. С этого момента для Сурьи началась белая полоса все его фильмы в последующие шесть лет становились хитами и занимали первые места в списке самых кассовых лент года на тамильском языке.

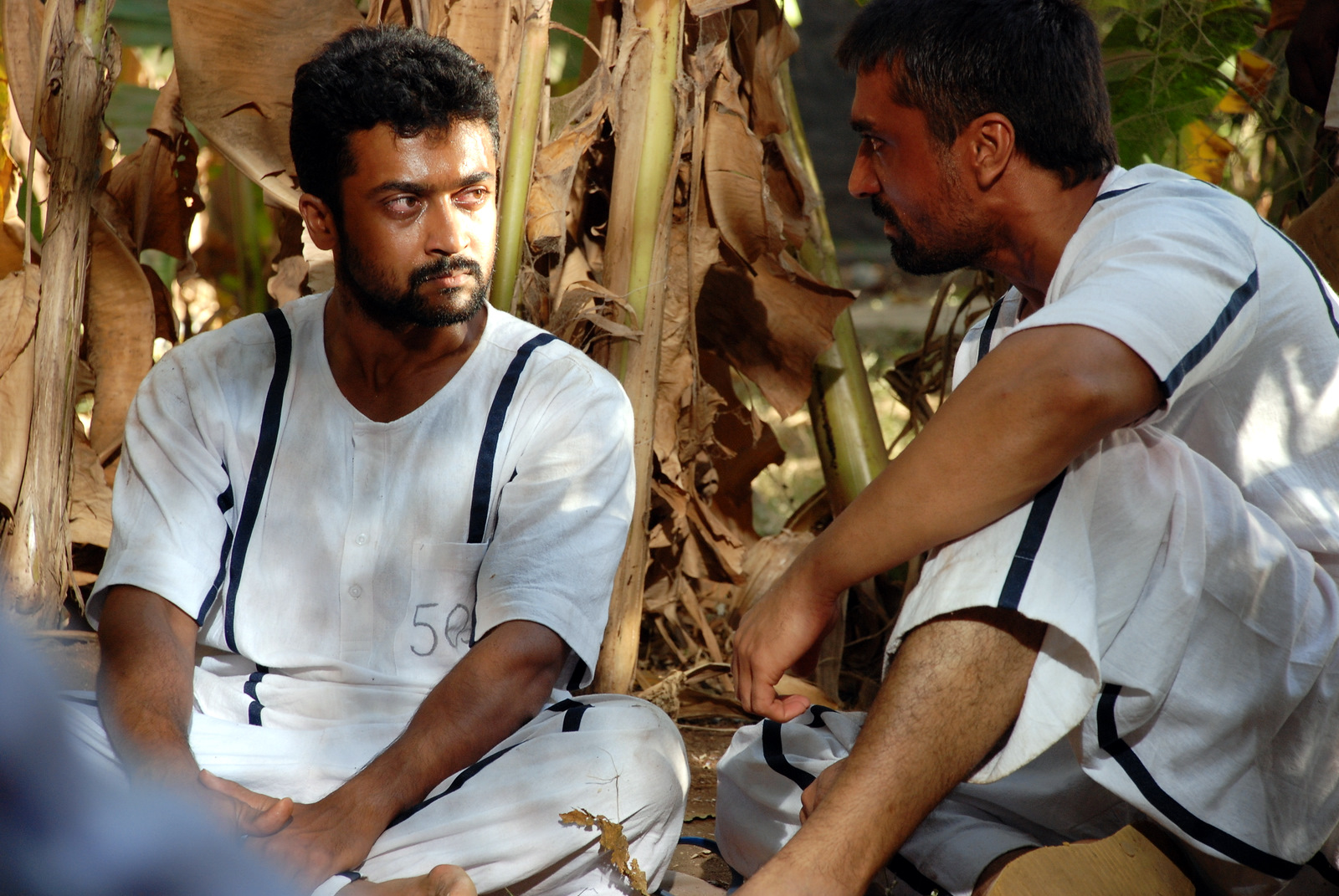
Сурья в фильме «Месть превыше всего»

В 2008 году актёр в третий раз появился на экране в двойной роли в фильме «Тысяча препятствий» Гаутама Менона. Сурья сыграл отца и сына и показал перед камерой персонажей в различные этапы их жизни от 17 до 65 лет.
Для этого фильма он также похудел на десять килограммов и накачал шесть кубиков пресса.
В итоге «Тысяча препятствий» завоевал Национальную кинопремию как лучший фильм на тамильском языке, а также принёс актёру вторую Filmfare Awards South за ведущую роль.
Следующая работа Сурьи — боевик «Неуловимый» К. В. Ананда, с Таманной в качестве героини, стал единственным тамильским блокбастером 2009 года.
За ним последовали «Адаван» К.С. Равикумара, где актёр исполнил роль наёмного убийцы, и «Львиное сердце» Хари, где он сыграл полицейского из маленькой деревни, переведённого в большой город. В 2010 году Сурья также снялся во второй части двуязычного (хинди и телугу) фильма Рама Гопала Вармы «Месть превыше всего», сыграв противника главного героя и получив положительные отзывы критиков. В том числе, Таран Адарш из Bollywood Hungama назвал его исполнение роли самым энергичным и сильным в текущем году.
В следующие два года актёр дважды появился на экранах в двойной роли. В фантастическом боевике «Седьмое чувство» Муругадоса он сыграл циркового артиста и его далекого предка Бодхидхарму, а в «Двое» К.В. Ананда — сиамских близнецов. Затем Сурья вернулся к роли честного полицейского в сиквеле «Львиного сердца», которым закончилась череда его коммерчески успешных кинолент.
Последовавшие затем «Неугомонный» Н. Лингусами, для которого Сурья записал песню «Ek Do Theen»,
и «Масиламани по прозвищу Масс» Венката Прабху провалились в прокате.
Положение исправил фильм «Часовщик» Викрама Кумара, собравший 100 крор за 18 дней проката.
В нём актёр сыграл сразу трех персонажей: учёного, нашедшего способ путешествовать во времени, а также его брата и сына.
В начале 2016 года Сурья приступил к съёмкам в третьем фильме франшизы «Львиное сердце», который вышел на экраны 9 февраля 2017 года. Фильм заработал 100 крор (1 млрд рупий) за первые четыре дня проката, однако затем сборы резко снизились, что привело к финансовым потерям дистрибьюторов фильма. Как и предыдущий фильм Сурьи, картина имела у телугуязычной аудитории больший успех, чем у тамилов. Критики же назвали актёра впечатляющим и выносящим половину фильма на своих плечах.

## Личная жизнь
С 11 сентября 2006 года женат на актрисе Джотике, вместе с которой снялся в семи фильмах. У супругов есть двое детей: дочь Дивья (род. 10 августа 2007) и сын Дэв (род. 7 июня 2010).

## Фильмография
| Год  |   | Русское название            | Оригинальное название         | Роль                           |
| ---- | - | --------------------------- | ----------------------------- | ------------------------------ |
| 1997 | ф | Лицом к лицу                | Nerrukku Ner                  | Сурья                          |
| 1998 | ф | Любовь — весь мир           | Kaadhale Nimmadhi             | Чандру                         |
| 1998 | ф |                             | Sandhippoma                   | Вишва                          |
| 1999 | ф |                             | Periyanna                     | Сурья                          |
| 1999 | ф | Примирение                  | Poovellam Kettuppar           | Кришна                         |
| 2000 | ф | Запутанная жизнь            | Uyirile Kalanthathu           | Сурья                          |
| 2001 | ф | Друзья                      | Friends                       | Чандру                         |
| 2001 | ф | Нанда                       | Nandha                        | Нанда                          |
| 2002 | ф | Думая о тебе                | Unnai Ninaithu                | Сурья                          |
| 2002 | ф |                             | Shree                         | Шри                            |
| 2002 | ф | Тишина заговорила           | Mounam Pesiyadhe              | Гаутам                         |
| 2003 | ф | Криминальный отдел          | Kaakha Kaakha                 | Анбуселвам                     |
| 2003 | ф | Сын Бога                    | Pithamagan                    | Шакти                          |
| 2004 | ф | Самый красивый              | Perazhagan                    | Картик / Чинна                 |
| 2004 | ф | Молодость                   | Aayutha Ezhuthu               | Майкл Васант                   |
| 2005 | ф | Мошенник                    | Maayavi                       | Балайя                         |
| 2005 | ф | Превозмочь себя             | Ghajini                       | Санджай Рамасами               |
| 2005 | ф | Аару                        | Aaru                          | Арумунгам                      |
| 2006 | ф | Любовь как бриз             | Sillunu Oru Kaadhal           | Гаутам                         |
| 2007 | ф | Близнецы                    | Vel                           | Ветривел / Васудеван           |
| 2008 | ф | Тысяча препятствий          | Vaaranam Aayiram              | Кришанан / Сурья               |
| 2009 | ф | Неуловимый                  | Ayan                          | Деварадж Велусами              |
| 2009 | ф | Адаван                      | Aadhavan                      | Адаван / Муруган / Мадхаван    |
| 2010 | ф | Львиное сердце              | Singam                        | Дураисингам                    |
| 2010 | ф | Месть превыше всего         | Rakta Charitra (тел.) (хинди) | Сурья                          |
| 2011 | ф | Седьмое чувство             | 7aum Arivu                    | Аравинд / Бодхидхарма          |
| 2012 | ф | Двое                        | Maattrraan                    | Акилан / Вималан               |
| 2013 | ф | Львиное сердце 2            | Singam II                     | Дураисингам                    |
| 2014 | ф | Неугомонный                 | Anjaan                        | Раджу-бхай / Кришна            |
| 2015 | ф | Масиламани по прозвищу Масс | Massu Engira Masilamani       | Масиламани / Шакти             |
| 2015 | ф | Пацаны 2                    | Pasanga 2                     | Тамиз Надан                    |
| 2016 | ф | Часовщик                    | 24                            | Атрея / Сетураман / Маникандан |
| 2017 | ф | Львиное сердце 3            | S3                            | Дураисингам                    |
| 2018 | ф | Все вместе                  | Thaanaa Serndha Koottam       | Иниян                          |